# Schwarzenbergkaserne
Die Schwarzenbergkaserne ist die flächenmäßig größte Kaserne des Österreichischen Bundesheeres unmittelbar an der westlichen Stadtgrenze der Landeshauptstadt Salzburg in Österreich im Gemeindegebiet von Wals-Siezenheim. Die Kaserne ist mit 240 ha so umfangreich, dass sie eine eigene Ortschaft der Gemeinde darstellt.

## Geschichte

### Camp Roeder
Nach dem Sieg der Anti-Hitler-Koalition über das Deutsche Reich im Zweiten Weltkrieg (vgl.: Bedingungslose Kapitulation der Wehrmacht) wurde Österreich in vier Besatzungszonen aufgeteilt. Das Bundesland Salzburg gehörte dabei zur US-amerikanischen Zone. Die USFA (United States Forces in Austria) übernahmen die Liegenschaften der deutschen Wehrmacht. Problematisch war, dass diese Unterkünfte teilweise zur Unterbringung von Displaced Persons benötigt wurden, im Land Salzburg waren dies allein 68.000 Personen. Zudem entsprachen die zur Verfügung stehenden Unterkünfte quantitativ keineswegs den Bedürfnissen der US-Truppen. Jedoch zeichnete sich nach dem Scheitern der Staatsvertragsverhandlungen von 1950 und der durch den Koreakrieg zugespitzten Lage im Kalten Krieg ab, dass die Besetzung Österreichs noch länger andauern würde. Die in Salzburg dezentral untergebrachten US-Truppenunterkünfte (z. B. in Camp Kleßheim, Camp Lehen, Camp Riedenburg, Camp Truscott) boten auch keine Möglichkeit einer im Ernstfall notwendigen schnellen Aufstockung der Truppen, die im Falle einer Mobilmachung aus den USA verlegt werden sollten.
Aus diesen Gründen begannen die USFA-Stellen Ende 1950 mit der Planung einer Divisionskaserne in Salzburg. Als potenzielle Standorte wurden Anif, der Salzachspitz in Lehen und Wals-Siezenheim ins Auge gefasst. Während der Salzachspitz von den US-Behörden schnell abgelehnt wurde (Überschwemmungsgefahr, keine sinnvolle Verkehrs- und Flughafenanbindung) kam es an den beiden anderen Standorten zu Protesten der Bevölkerung. Nach Interventionen bei der Salzburger Landes- und der österreichischen Bundesregierung und einer Reihe innenpolitischer Differenzen wurde der wegen seiner Autobahn- und Flughafennähe am sinnvollsten erachtete Standort Wals-Siezenheim durchgesetzt. Das Gelände wurde von der USFA beschlagnahmt, dann von der Republik Österreich gekauft und wieder an die USFA verpachtet; die Grundbesitzer wurden mit dem Dreifachen des damals üblichen Grundpreises entschädigt.
Die Kaserne sollte dem Typ einer US-amerikanischen Divisionskaserne entsprechen. Das Baugelände hatte die Ausmaße von 3 × 1 km. Baubeginn war der 1. Juni 1951, mit der Fertigstellung wurde mit Ende 1952 gerechnet. Neben der unmittelbaren Nähe zu Autobahn und Flughafen wurde auch ein Gleisanschluss errichtet, der bereits im Zweiten Weltkrieg zum Gästehaus des Führers in Schloss Kleßheim zur Hauptbahnlinie Salzburg-München errichtet wurde und nur weitergeführt werden musste. In kürzester Zeit wurden hier die Unterkünfte für Soldaten errichtet, ebenfalls ein eigenes Wasserwerk, ein Umspannwerk mit eigener Leitung vom Wiestalstausee, eine Müllverbrennungsanlage, zwei Kläranlagen, ein Großkino, Stätten für die militärische Ausbildung (Kampfbahn, Pistolenschießstand etc.) und ein eigener Industrieteil mit Depots und Werkstätten sowie diverse andere Einrichtungen für die Freizeitgestaltung. Munitionsdepots gab es nicht auf dem Gelände, denn die Munition war auf Lastkraftwagen mit 1-t-Anhänger verladen, die an ständig wechselnden Orten untergebracht waren. Erst später wurden größere Munitionsmengen in dem früheren Munitionslager in Gois gelagert. Am 19. Dezember 1951 erfolgte die feierliche Einweihung unter Anwesenheit amerikanischer und österreichischer Prominenz (die kirchliche Einweihung erfolgte durch Erzbischof Andreas Rohracher).
Zusätzlich wurden zur Unterbringung von Soldatenfamilien Wohnsiedlungen in Lehen (General-Keyes-Straße) und eine zweite in unmittelbarer Nähe zum Camp Roeder errichtet.
Das Camp wurde nach Captain Robert E. Roeder benannt, der am Monte Battaglia in Italien  am 28. September 1944 gefallen und wegen seiner Tapferkeit posthum am 17. April 1945 mit der Verleihung der Congressional Medal of Honor ausgezeichnet wurde.

### Schwarzenbergkaserne
Mit Unterzeichnung des Staatsvertrages am 15. Mai 1955 kam auch das Ende der US-Garnison Salzburg in Sicht. Am 15. Oktober 1955 wurde Camp Roeder an das Österreichische Bundesheer bzw. verwaltungsmäßig an die Bundesgebäudeverwaltung II übergeben. Das Inventar wurde nach Westdeutschland verbracht oder in Schloss Kleßheim versteigert. Über einen Teil der Einrichtungen konnten keine Einigung erzielt werden, dieser wurde dann verschrottet (z. B. Großwäscherei, Bowlingbahnen).
1956/57 wurde ein Teil der Kaserne nach dem Zusammenbruch des Ungarischen Volksaufstands als Internierungslager für ca. 750 desertierte ungarische Soldaten benutzt.
Am 3. November 1967 wurde die Kaserne nach Feldmarschall Karl Philipp Fürst zu Schwarzenberg – dem österreichischen Oberbefehlshaber der verbündeten Streitkräfte bei der Völkerschlacht bei Leipzig (1813) – in Schwarzenbergkaserne umbenannt.

## Aktuelle Entwicklungen
Nach der Jahrhundertwende hat die Kaserne aufgrund von Umstrukturierungen und geänderten Aufgabenbereichen beim Österreichischen Bundesheer sowie der großen Begehrlichkeiten der umliegenden Gemeinde nach einem Industrie- und Gewerbepark beträchtlich an Fläche verloren, welche nunmehr als Gewerbegebiet genutzt wird. Die Kaserne ist trotzdem nach wie vor mit 240 ha und ca. 40 Gebäuden die größte Kaserne Österreichs.
Im Jahr 2015 wurden für das Bundesministerium für Inneres 87 Flüchtlinge in der Kaserne beherbergt.

## Lage und Verkehr
Erreichbar ist die Kaserne direkt mit der Stadtbuslinie 2 sowie über die A1 Abfahrt Salzburg – Flughafen.

## Stationierte Organisationseinheiten
- Militärkommando Salzburg (StbKp & DBetr, MilMus)
- Pionierbataillon 2
- Jägerbataillon 8
- Kommando Luftraumüberwachung
- Radarbataillon
- Technisch-Logistisches Zentrum
- Heereslogistikzentrum
- Lehrkompanie des Sanitätszentrum West
- Militärpolizei
- Militärpfarre beim Militärkommando Salzburg; Kasernenkirche
- Milizkompanie der Tiroler Pioniere